# Toromys grandis
Toromys grandis es una especie de roedor de la familia Echimyidae. Es la única especie de este género. Estaba en el género Makalata.

## Distribución geográfica
Se encuentra en Sudamérica entre los ríos Solimoes y Tapajós en Brasil.